# IPPO
『IPPO』（いっぽ）は、静岡放送（SBSラジオ）で2015年3月30日より平日 7:00 - 9:00に生放送されている情報ワイド番組。

## 概要
2014年に1年間放送された『朝番長』から引き継いだ朝ワイド番組で、「偉大な一歩は朝から始まる」をコンセプトに、最新のニュース、スポーツ、芸能情報などをコンパクトにまとめて紹介する。
2016年春季番組改編において、放送時間が6:30 - 9:50に、2017年春季番組改編において、6:30 - 9:55に、2020年春季番組改編（3月30日実施）において、7:00 - 9:00に変更した。
2022年11月30日に放送2,000回を達成。同日、歴代パーソナリティーの一部の人から祝福のコメントが寄せられた。
2023年秋季番組改編(10月2日実施)において、パーソナリテイーの総交換を実施、曜日ごとにパーソナリティーが変更する事となる

## パーソナリティー

### 現在
- 月曜 - 新城健太（SBSアナウンサー、2023年10月2日 - ）
- 火曜 - 影島亜美（SBSアナウンサー、2023年10月3日 - ）
- 水曜 - 青木隆太（SBSアナウンサー、2023年10月4日 - ）
- 木曜 - 近江由佳（SBSアナウンサー、2023年1月4日 - ）
- 金曜 - 松下晴輝（SBSアナウンサー、2023年10月6日 - ）
- 全日 - AIアナウンサー（提供読み、「真木あかりの星読み」担当。2023年10月2日 - 、2017年に試験的に導入された『沢村碧』とは別人らしい）

### 過去
| 期間      | 期間       | 月曜     | 火曜     | 水曜     | 木曜     | 金曜         |
| --------- | ---------- | -------- | -------- | -------- | -------- | ------------ |
| 2015.3.30 | 2016.9.23  | 野路毅彦 | 野路毅彦 | 野路毅彦 | 大原裕美 | 大原裕美     |
| 2016.9.26 | 2019.9.27  | 桑原秀和 | 桑原秀和 | 桑原秀和 | 大原裕美 | 大原裕美     |
| 2019.9.30 | 2020.3.27  | 牧野克彦 | 牧野克彦 | 牧野克彦 | 大原裕美 | 大原裕美     |
| 2020.3.30 | 2022.12.30 | 牧野克彦 | 牧野克彦 | 牧野克彦 | 牧野克彦 | 原口大輝     |
| 2023.1.4  | 2023.3.31  | 牧野克彦 | 牧野克彦 | 近江由佳 | 原口大輝 | 原口大輝     |
| 2023.4.3  | 2023.9.29  | 牧野克彦 | 牧野克彦 | 近江由佳 | 近江由佳 | （月替わり） |
| 2023.10.2 | 現在       | 新城健太 | 影島亜美 | 青木隆太 | 近江由佳 | 松下晴輝     |

- 岡村久則（SBSアナウンサー、2020年1月21・22日、2023年4月11日、2020年は牧野克彦の冬休み、2023年は牧野の出張に伴う代理）
- 柳澤亜弓（SBSアナウンサー、2020年2月13日、大原裕美の体調不良に伴う代理。同日の『歌のない歌謡曲』を兼務）
- 長谷川玲子（元SBSアナウンサー、2020年2月14日、大原裕美の体調不良に伴う代理）
- 小沼みのり（元SBSアナウンサー、2021年3月15・16日、2022年1月5・6日、牧野克彦の冬休みに伴う代理）
- 瀬崎一耀（元SBSアナウンサー、2022年1月4日、牧野克彦の冬休みに伴う代理）
- 柴田将平（eスポーツキャスター、元SDT→Daiichi-TVアナウンサー、2022年1月14日、原口大輝の冬休みに伴う代理）
- 近江由佳（SBSアナウンサー、2022年10月3日、牧野克彦の体調不良に伴う代理。2023年1月9日、牧野克彦の米国出張[1]に伴う代理。2023年11月22日、青木隆太の夏休みに伴う代理）
- 滝澤悠希（SBSアナウンサー、2023年1月10日、牧野克彦の米国出張に伴う代理）
- 新城健太（SBSアナウンサー、2023年3月20・21日、4月10日、3月は牧野克彦の春休み、4月は牧野の出張に伴う代理）
- 影島亜美（SBSアナウンサー、2023年8月7・8日、牧野克彦の夏休みに伴う代理、2024年2月2日、松下晴輝の冬休みに伴う代理、2024年6月18・25日、近江由佳の体調不良に伴う代理）
- 松下晴輝（SBSアナウンサー、2023年11月14日、影島亜美の夏休みに伴う代理、2024年6月20日、近江由佳の体調不良に伴う代理）
- 牧野克彦（SBSアナウンサー、2019年9月30日 - 2023年3月26日、2024年2月2日にも代理出演予定だったが、インフルエンザを発症した為に休止）

牧野克彦の新型コロナウイルス感染症罹患に伴う代理
- 岡村久則（2022年12月26日）
- 山﨑加奈（元SBSアナウンサー、2022年12月27日）
- 重長智子（SBSアナウンサー、2022年12月28日）
- 井手春希（SBSアナウンサー、2022年12月29日）

## 気象予報士

### 現在
- 該当者なし(2024年07月時点)

### 過去
- 海野和行（日本気象協会、現在は土曜18時からの「30過ぎてもPresents となりの常連さん」にてオープニングナレーションを担当）

## タイムテーブル
- 7:00 - オープニング・天気予報
- 7:08 - Up-to-date News・交通情報（『お早うネットワーク』企画ネット番組）
- 7:15 - スポーツIPPOニュース
- 7:24 - 情報三枚おろし（『武田鉄矢の今朝の三枚おろし』企画ネット番組）
- 7:36 - 占い師 真木おかりの星読み
- 7:40 - 交通情報・天気予報
- 7:45 - 中部ブロック8局ネット『おなかがグーは、しあわせのグー。』
- 7:50 - Up-to-date News
- 8:00 - 話題のアンテナ 日本全国8時です（TBSラジオ製作）
- 8:15 - IPPOフラッシュニュース
- 8:17 - 交通情報
- 8:20 - SUZUKIハッピーモーニング・羽田美智子の行ってらっしゃい（ニッポン放送製作）
- 8:25 - IPPOセレクション
- 8:40 - ラジオショッピング
- 8:47 - メッセージ&ミュージック
- 8:54 - 交通情報
- 8:55 - エンディング